# 하노이 구시가지
하노이 구시가(河內舊市街, Old Quarter of Hanoi, 베트남어: Khu phố cổ Hà Nội / 區舖古河內)는 탕롱 황성의 성 밖에 위치한 하노이의 역사적인 도시 중심부에 일반적으로 부여된 이름이다. 이 지역은 원래 주택, 제조, 상업의 중심지였는데, 각 거리는 특정 유형의 제조 또는 상업 분야에 특화되어 있었다.
거의 같은 지역을 가리키는 또 다른 이름은 도시의 도시 지역을 구성하는데 사용된 36개의 거리 또는 36통이다.
호안끼엠호 근처의 하노이 구시가지에는 원래의 거리 윤곽의 대부분과 오래된 하노이의 건축물 중 일부를 유지하고 있다. 20세기초 하노이는 호안끼엠호의 남쪽에 있는 ‘36통’, 요새와 일부 새로운 프랑스 건물로 구성되어 있으며 대부분이 호안끼엠군 지역의 일부이다. 각 거리에는 실크, 보석류 또는 대나무와 같은 특정 거래를 전문으로 하는 상인 및 가구가 있었다. 거리 이름은 이 전문 분야를 여전히 반영하지만, 원래 전문 분야에서만 독점적으로 남아 있습니다. 이 지역은 전통 의학과 실크 상점, 대나무 목공예, 깡통 대장장이 등 현지 수공예품과 같은 전문 무역으로 유명하다. 현지 특선 요리뿐만 아니라 여러 클럽이나 바도 이곳에서 찾을 수 있다. 지구의 중심부에 있는 야간 시장(동쑤언 시장 근처)은 다양한 의류, 기념품 및 음식으로 매주 금요일, 토요일, 일요일 저녁 영업을 시작한다.
다른 몇몇 저명한 장소로는 1010년에 시작된 베트남에서 가장 오래된 대학인 문묘, 1049년 리 태종 (1028년 –1054년)의 꿈으로 인해 창건한 하나의 기둥탑 못꼿 사원, 그리고 하노이 깃대 등이 있다. 2004년 하노이 중부에서 발견된 900년 된 탕롱황성의 거대한 일부가 바딘 광장 근처에 있다.

## 화보

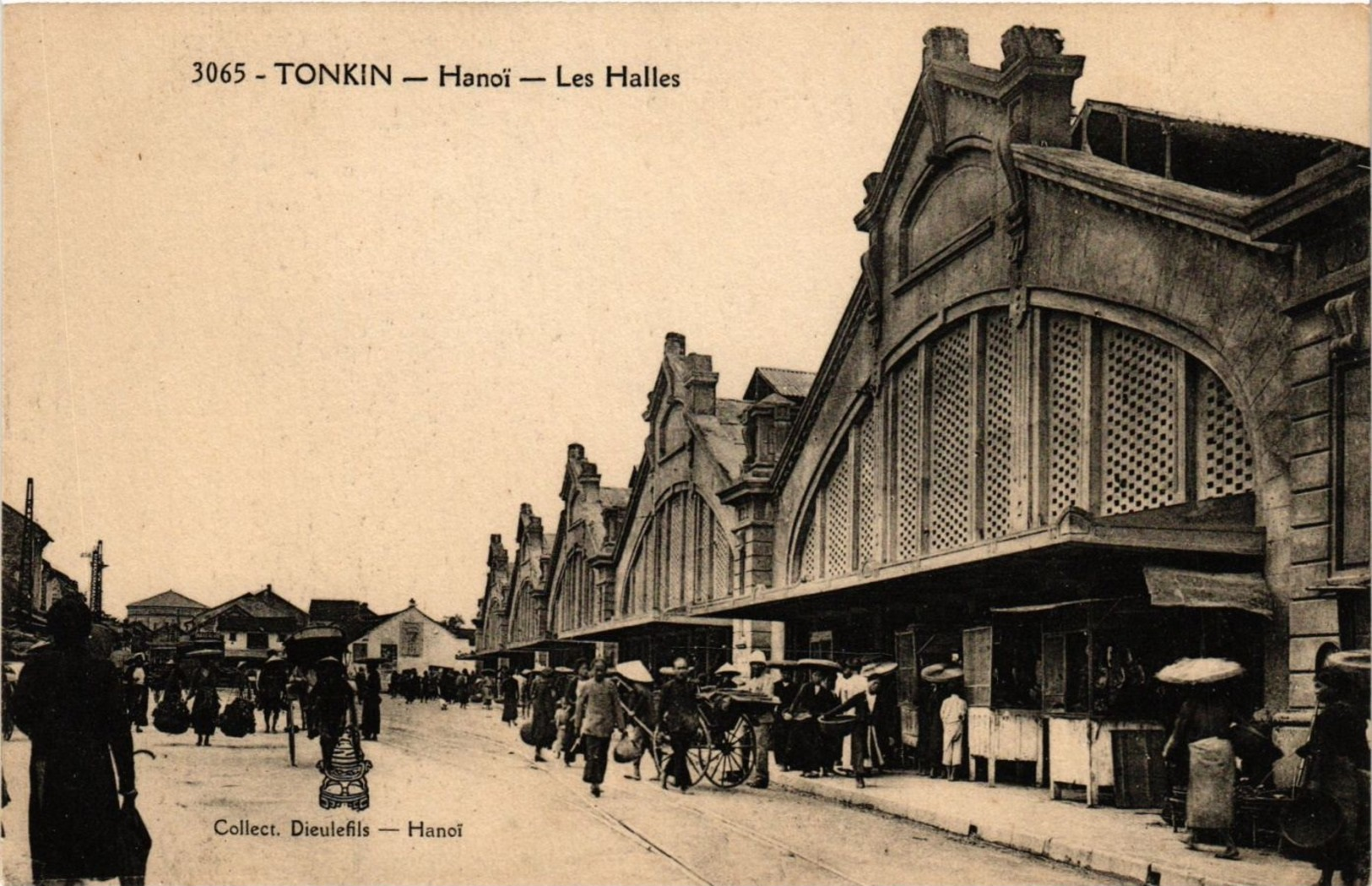
동쑤언 시장
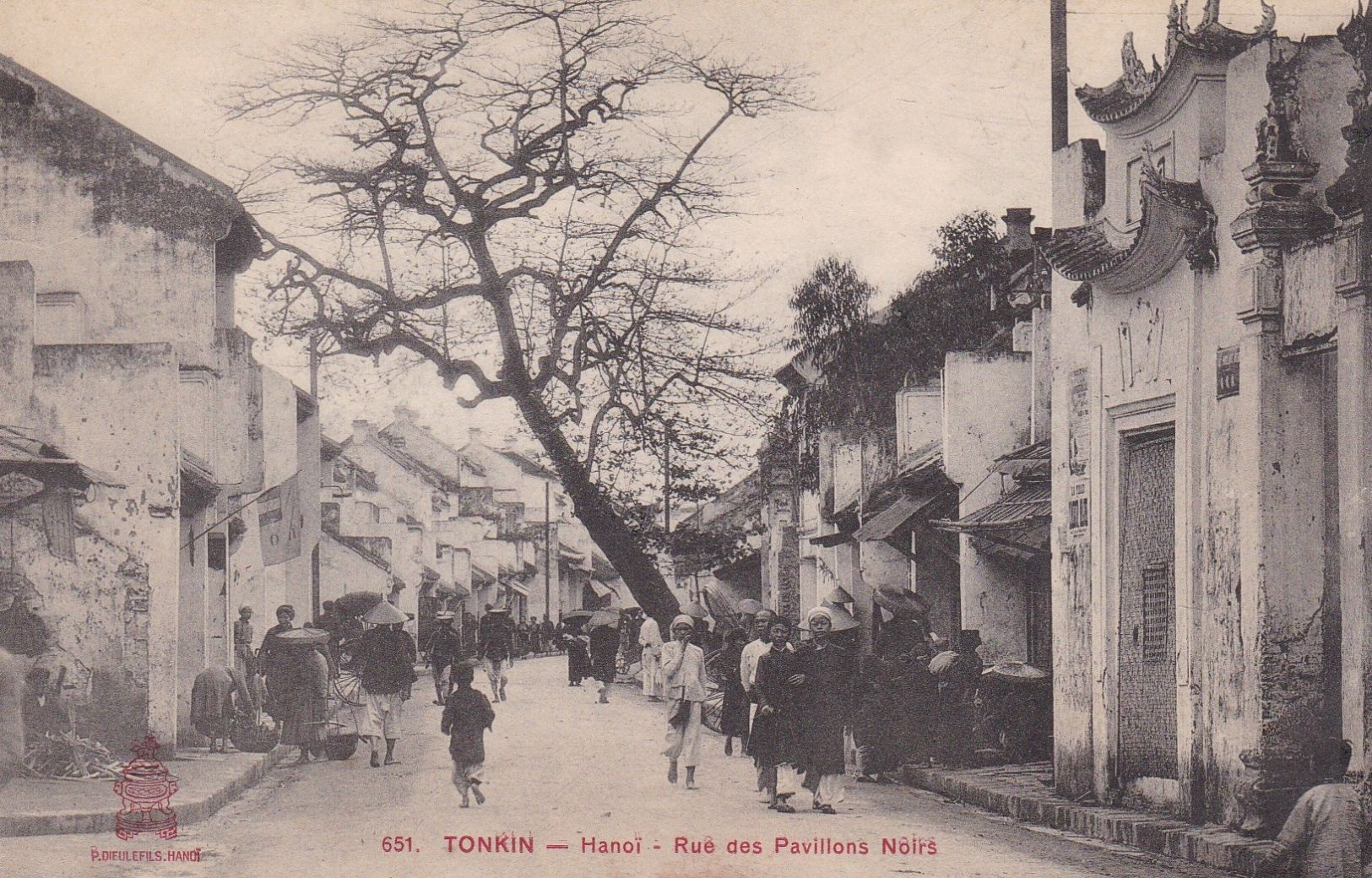
꺼덴 거리
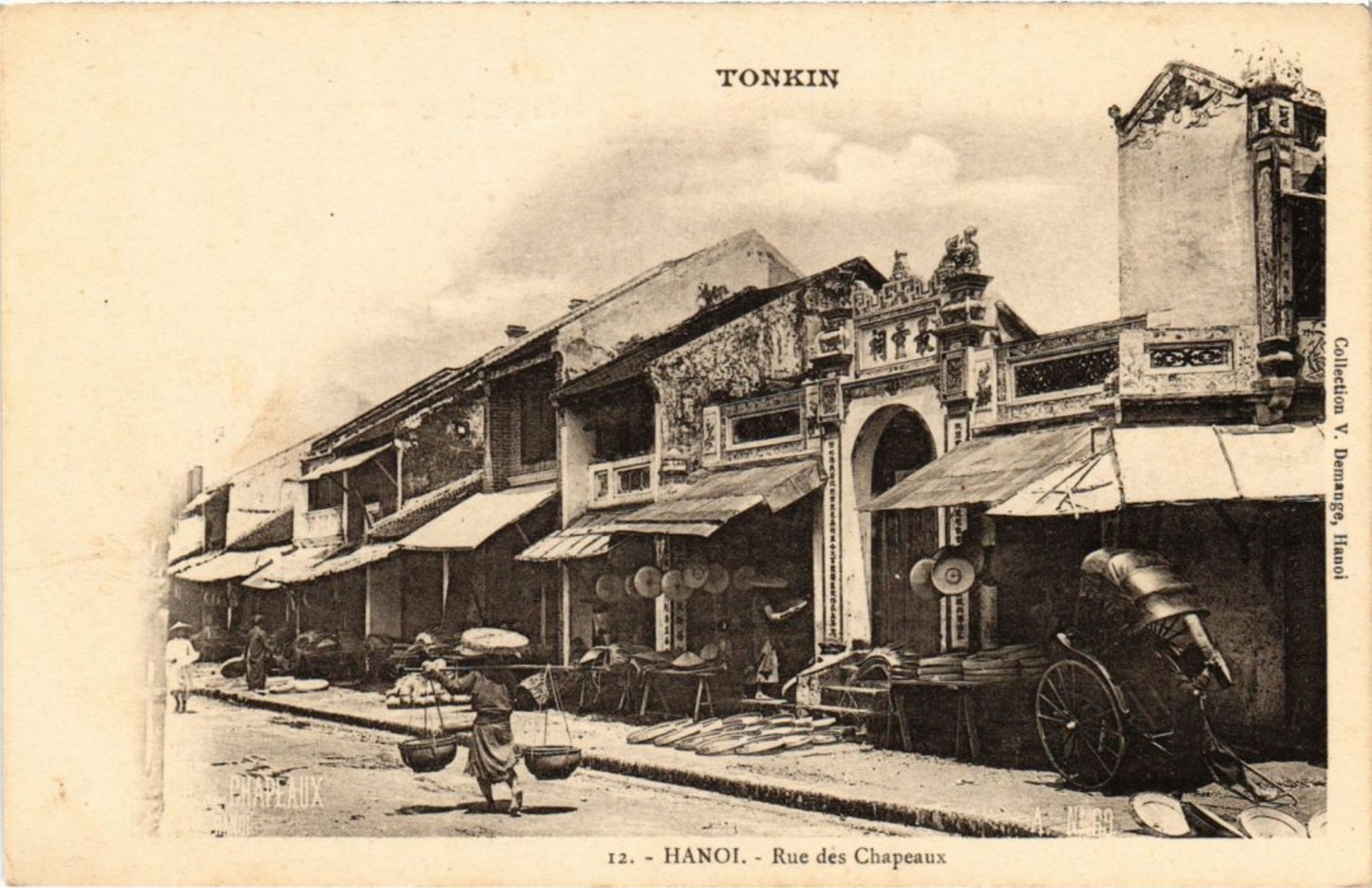
항논 거리
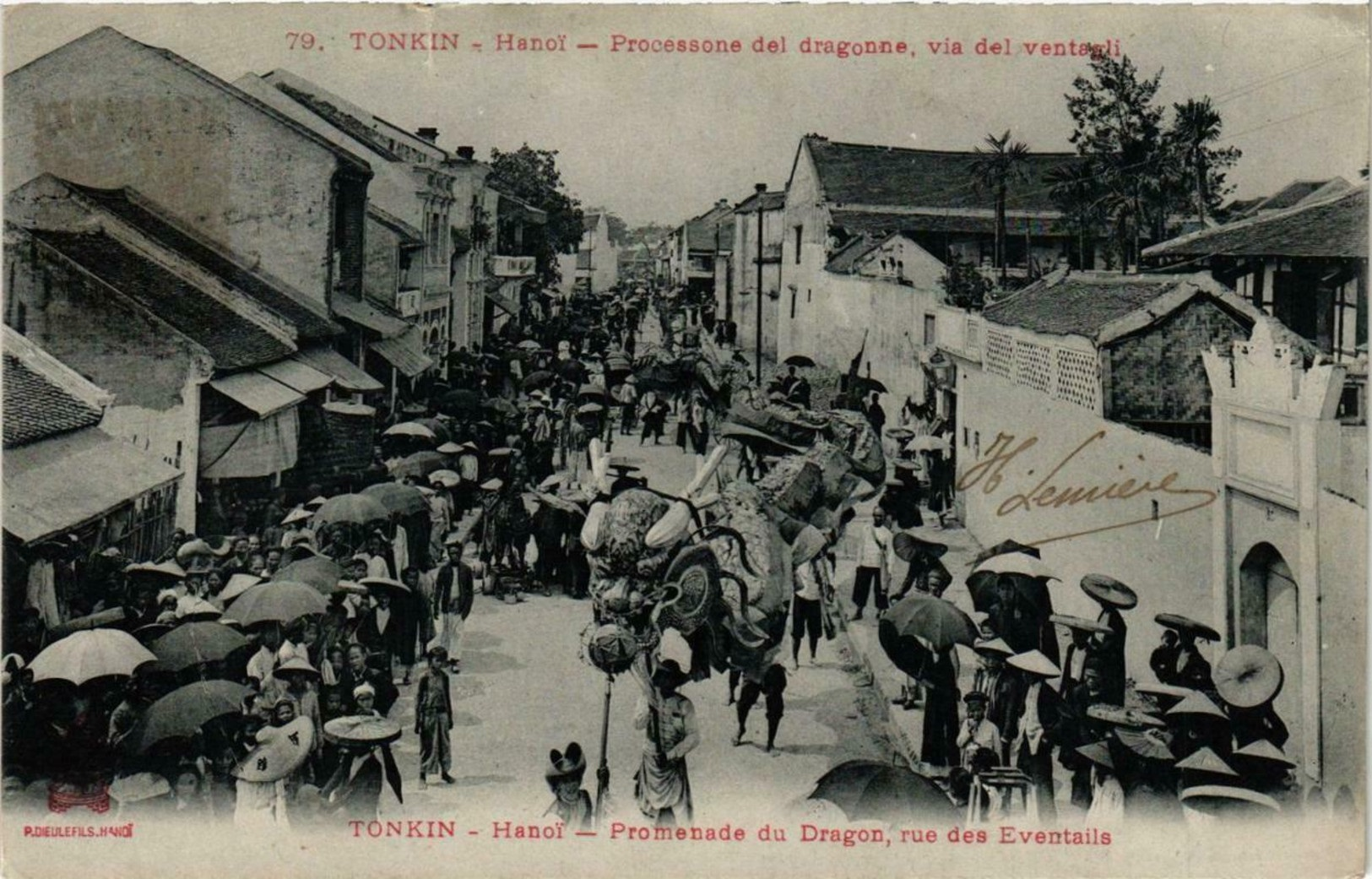
항꽛 거리
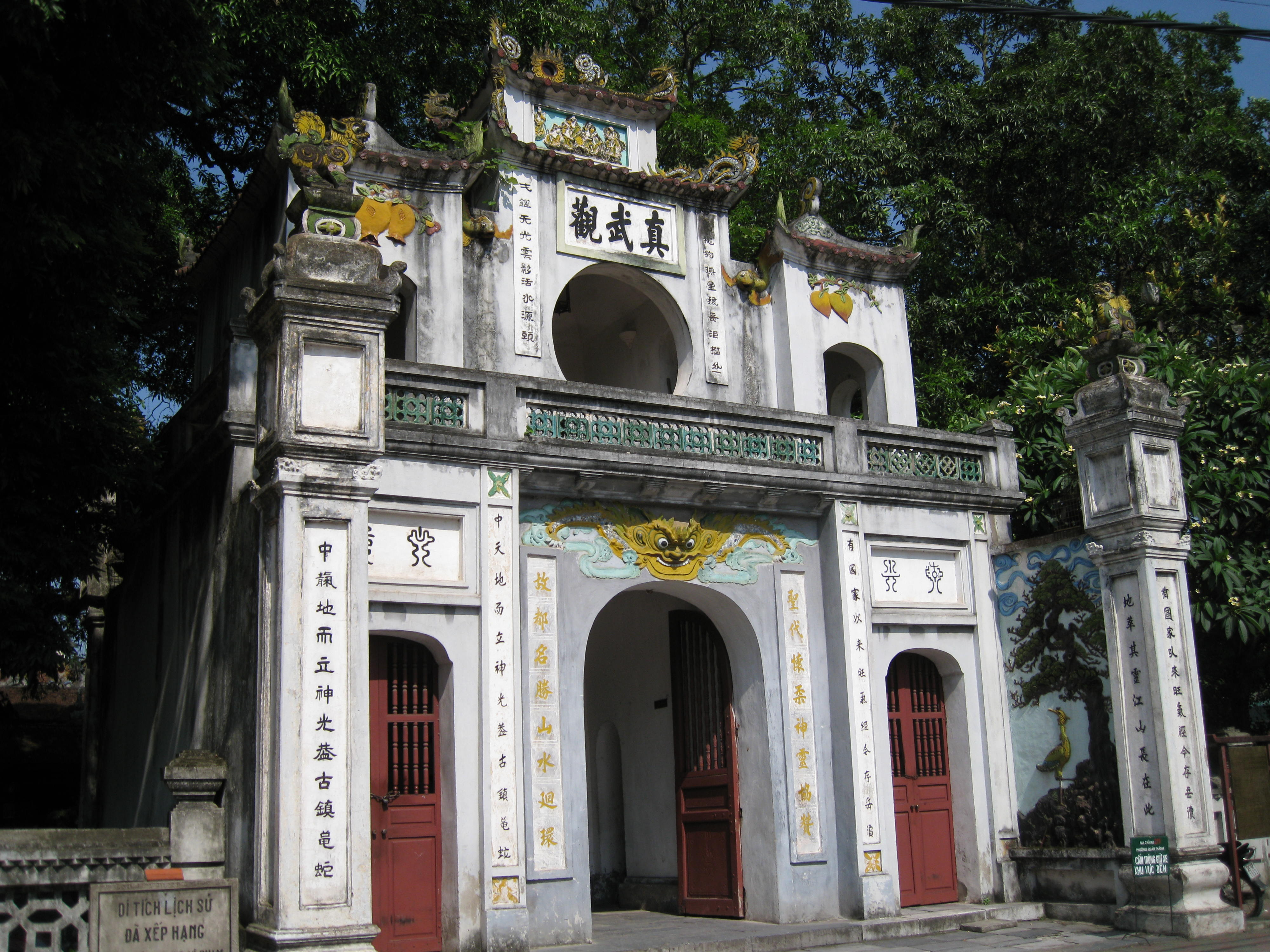
꽌타인 사원
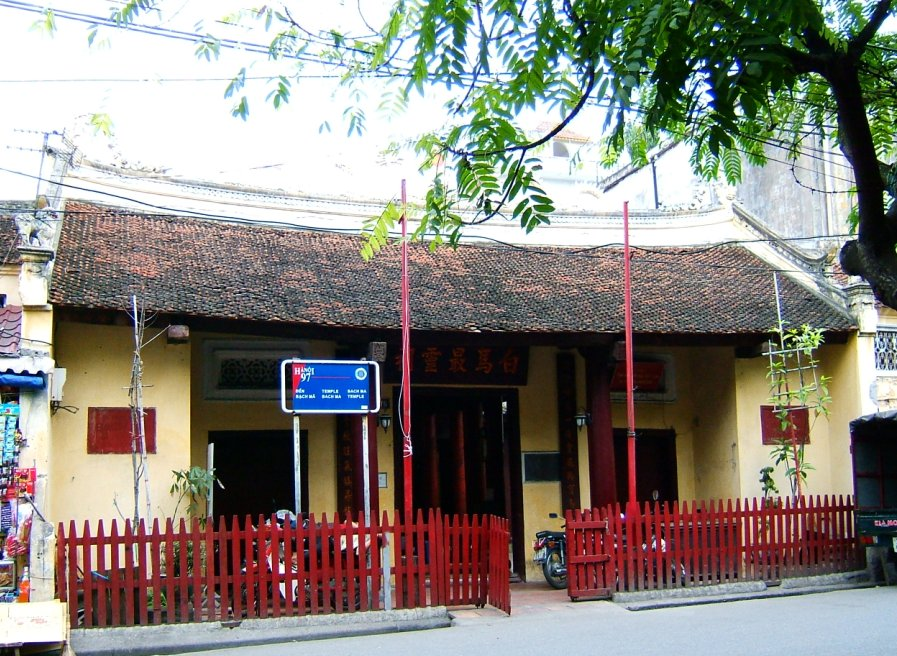
박마 사원 (백마사)